# Подорож проклятих
«Подорож проклятих» (англ. Voyage of the Damned) — кінофільм, драма режисера Стюарта Розенберга. Фільм знятий по однойменній книзі Томаса Гордона і Макса Морган-Віттса (1974) і заснований на реальних подіях, пов'язаних з подорожжю німецьких єврейських біженців на лайнері Сент-Луїс в 1939 році.
Премія Золотий Глобус (Кетрін Росс). Номінації на Оскар у трьох категоріях.

## Сюжет
У 1939 році лайнер «Сент-Луїс» відвіз 937 німецьких євреїв, які рятуються від переслідувань нацистського режиму, з Гамбурга в Південну Америку. Настрій пасажирів судна, серед яких можна знайти людей з різних класів, різниться від ненависті до політики Гітлера до байдужого ставлення до нацизму. Навздогін приходять повідомлення фашистської пропаганди про те, що жодна країна не стане для них притулком. Спочатку «Сент Луїс» прямував в Гавану, але корумпований уряд Куби прийняв лише двох біженців, незважаючи на те, що всі пасажири отримали візи. Лайнер зупинився біля узбережжя Флориди. Уряд США також заборонив судну швартуватися.
Капітан судна Шредер всіма способами заспокоює хвилювання серед пасажирів і приймає рішення повертатися назад в Європу. Після майже місячної подорожі судно приходить у порт Антверпена. Фінальні титри розповідають про те, що близько 600 пасажирів судна згодом загинули в концентраційних таборах.

## У ролях
- Фей Данавей — Деніс Крейслер
- Оскар Вернер — професор Крейслер
- Лі Грант — Лілі Розен
- Сем Уонамейкер — Карл Розен
- Лінн Фредерік — Ганна Розен
- Лютер Адлер — професор Вейлер
- Венді Гіллер — Ребекка Вейлер
- Джулі Харріс — Еліс Файнчайлд
- Неімайя Персофф — містер Хаузер
- Марія Шелл — місіс Хаузер
- Джонатан Прайс — Джозеф Менесс
- Макс фон Сюдов — капітан Шредер
- Малкольм Макдавелл — Макс Гюнтер
- Хельмут Грім — Отто Шайндік
- Орсон Веллс — Хосе Естедес
- Лаура Гемсер — подруга Естедеса
- Джеймс Мейсон — доктор Хуан Ремос
- Кетрін Росс — Міра Хаузер
- Хосе Феррер — Мануель Бенітес
- Бен Газзара — Моріс Тропер
- Фернандо Рей — президент Бру
- Ентоні Хіггінс — моряк Хайнц Берг
- Пол Косло — Аарон Познер
- Джорджина Хейл — Лоутт Шульман
- Майкл Костянтин — Луїс Класінг
- Джанет Сазман — Ліні Страус
- Денхолм Елліотт — адмірал Канаріс
- Том Лафлін — офіцер на кораблі
- Мило Спербер — рабин
- Кейт Беррон — Перс Мюллер
- Ян Каллен — радист

## Премії і номінації
- 1977 — номінації на премію Оскар
  - краща жіноча роль другого плану (Грант)
  - краща музика (Лало Шифрін)
  - кращий адаптований сценарій (Девід Батлер, Стівен Шаган)
- 1976 — премія Золотий глобус перемога
  - краща жіноча роль другого плану (Кетрін Росс)
- номінації
  - кращий фільм-драма
  - краща чоловіча роль другого плану (Оскар Вернер)
  - краща жіноча роль другого плану (Грант)
  - краща музика (Лало Шифрін)
  - кращий адаптований сценарій (Девід Батлер, Стівен Шаган)